# Italservice Calcio a 5 2018-2019
La voce raccoglie i dati riguardanti l'Italservice Calcio a 5, squadra di calcio a 5 militante in serie A, nelle competizioni ufficiali del 2018-2019. Nella corrente stagione sportiva la società abbandona la denominazione "PesaroFano Calcio a 5" per adottare il nome dell'azienda del presidente Pizza.

## Trasferimenti

### Sessione estiva
| Cristian Borruto    | svincolato    |
| Ricardo Caputo      | svincolato    |
| Mauro Canal         | svincolato    |
| Elenilson           | Foz Cataratas |
| Mateus Garcia       | Real Cefalù   |
| Humberto Honorio    | Luparense     |
| Michele Miarelli    | Luparense     |
| Javier Adolfo Salas | Colonial      |
| Pablo Taborda       | Luparense     |

| Marco Boaventura    | Stalìca Minsk |
| Paolo Cesaroni      | Napoli        |
| Giuseppe Curri      | Civitella     |
| Lucas Francini      | Marigliano    |
| Felipe Manfroi      | svincolato    |
| Gabriel Miraglia    | Pescara       |
| Guilherme Stringari | Al Kuwait     |
| José Revert         | Levante       |
| Rudinei Tres        | Meta Catania  |

### Sessione invernale
| Mancuso | Maritime |

| Elenilson       | svincolato |
| Giuseppe Micoli | Real Rieti |

## Organico

### Prima squadra
| N° | Naz.                 | Ruolo | Sportivo             | Anno     |  |  |
| -- | -------------------- | ----- | -------------------- | -------- |  |  |
| 1  | Italia (bandiera)    | POR   | Michele Miarelli     | 29.04.84 |  |  |
| 4  | Marocco (bandiera)   | POR   | You Nouss Guennounna | 03.06.91 |  |  |
| 5  | Brasile (bandiera)   | UNI   | Felipe Tonidandel    | 21.05.90 |  |  |
| 6  | Brasile (bandiera)   | DIF   | Ricardo Caputo       | 15.12.81 |  |  |
| 7  | Italia (bandiera)    | LAT   | Giuliano Fortini     | 08.09.96 |  |  |
| 8  | Paraguay (bandiera)  | LAT   | Javier Adolfo Salas  | 22.09.93 |  |  |
| 9  | Brasile (bandiera)   | LAT   | Humberto Honorio     | 21.07.83 |  |  |
| 10 | Argentina (bandiera) | LAT   | Cristian Borruto     | 07.05.87 |  |  |
| 11 | Brasile (bandiera)   | UNI   | Mauro Canal          | 25.06.86 |  |  |
| 12 | Italia (bandiera)    | POR   | Giuseppe Micoli      | 20.02.92 |  |  |
| 14 | Argentina (bandiera) | DIF   | Pablo Taborda        | 13.07.86 |  |  |
| 16 | Brasile (bandiera)   | LAT   | Mateus Garcia        | 26.03.97 |  |  |
| 17 | Brasile (bandiera)   | PIV   | Elenilson            | 25.06.90 |  |  |
| 19 | Brasile (bandiera)   | LAT   | Marcelinho           | 05.08.89 |  |  |
| 30 | Brasile (bandiera)   | PIV   | Mancuso              | 01.06.88 |  |  |

### Under-19
| N° | Naz.               | Ruolo | Sportivo            | Anno     |  |  |
| -- | ------------------ | ----- | ------------------- | -------- |  |  |
| 13 | Italia (bandiera)  | POR   | Matteo Gentiletti   | 19.07.00 |  |  |
| 15 | Italia (bandiera)  | UNI   | Marco Borea         | 29.07.00 |  |  |
| 20 | Italia (bandiera)  | UNI   | Alessandro Polidori | 21.02.00 |  |  |
| 12 | Albania (bandiera) | LAT   | Endri Zalli         | 12.07.01 |  |  |